# Perú en los Juegos Panamericanos
Perú ha participado en los Juegos Panamericanos desde su primera realización en 1951 en Buenos Aires. La selección nacional acumula 18 participaciones en 19 eventos, habiendo solo faltado a la edición de 1955 en México. En sus participaciones el Perú acumula un total de 180 medallas en total, siendo 29 medallas de oro, 46 de plata y 105 de bronce. El país está representado en los juegos por el Comité Olímpico del Perú.
Siendo uno de los países del área sudamericana, Lima postuló a organizar los Juegos Panamericanos de 2019 y fue elegida para albergarlos en el año 2013. Así la llamada Ciudad de los Reyes se convirtió en la séptima ciudad en Sudamérica en recibir los juegos.
Como sede de los Juegos Panamericanos en la capital del Perú, la selección panamericana ha hecho historia al ganar 11 medallas de oro en un solo certamen, pasando las 3 medallas obtenidas en los Juegos de Toronto en 2015 y las 2 de Buenos Aires en 1951. Es la mejor performance de cualquier delegación peruana en la historia de los Juegos Panamericanos. En los Juegos de Santiago en 2023, estuvo cerca de igualar dicha marca al conseguir 32 medallas, siendo 10 de oro. 
Su peor actuación fue en los Juegos Panamericanos de 1963 donde solo consiguió 2 medallas (1 de plata y 1 de bronce). Su peor ubicación en el medallero fue en La Habana 1991, donde se ubicó en el puesto 24 de 42 delegaciones.

## Juegos Panamericanos

### Medallero
| Sede                  | Oro          | Plata        | Bronce       | Total        | Posición     |
| --------------------- | ------------ | ------------ | ------------ | ------------ | ------------ |
| Buenos Aires 1951     | 2            | 5            | 7            | 14           | 7/21         |
| Ciudad de México 1955 | No participó | No participó | No participó | No participó | No participó |
| Chicago 1959          | 0            | 2            | 5            | 7            | 13/25        |
| São Paulo 1963        | 0            | 1            | 1            | 2            | 17/22        |
| Winnipeg 1967         | 0            | 2            | 1            | 3            | 12/29        |
| Cali 1971             | 0            | 1            | 4            | 5            | 17/32        |
| Ciudad de México 1975 | 1            | 1            | 0            | 2            | 9/33         |
| San Juan 1979         | 0            | 1            | 2            | 3            | 15/34        |
| Caracas 1983          | 1            | 1            | 4            | 6            | 11/36        |
| Indianápolis 1987     | 0            | 4            | 2            | 6            | 15/38        |
| La Habana 1991        | 0            | 0            | 3            | 3            | 24/42        |
| Mar del Plata 1995    | 0            | 3            | 4            | 7            | 16/42        |
| Winnipeg 1999         | 0            | 2            | 6            | 8            | 19/42        |
| Santo Domingo 2003    | 1            | 1            | 8            | 10           | 16/42        |
| Río de Janeiro 2007   | 0            | 4            | 8            | 12           | 20/42        |
| Guadalajara 2011      | 0            | 2            | 5            | 7            | 20/42        |
| Toronto 2015          | 3            | 3            | 6            | 12           | 14/41        |
| Lima 2019             | 11           | 7            | 23           | 41           | 10/41        |
| Santiago 2023         | 10           | 6            | 16           | 32           | 9/41         |
| Lima 2027             | Por definir  | Por definir  | Por definir  | Por definir  | Por definir  |
| Total                 | 29           | 46           | 105          | 180          | 14/42        |

### Medallas por deporte
La siguiente tabla muestra las medallas obtenidas por deporte, ordenadas por preseas de oro, plata y bronce. 
| Deporte               |    |    |     |     |
| --------------------- | -- | -- | --- | --- |
| Atletismo             | 7  | 5  | 9   | 21  |
| Surf                  | 6  | 4  | 3   | 13  |
| Karate                | 4  | 7  | 12  | 23  |
| Tiro                  | 3  | 8  | 13  | 24  |
| Vela                  | 2  | 2  | 2   | 6   |
| Squash                | 2  | 1  | 4   | 7   |
| Pelota vasca          | 2  | 0  | 1   | 3   |
| Esquí náutico         | 2  | 0  | 0   | 2   |
| Ciclismo              | 1  | 0  | 3   | 4   |
| Voleibol              | 0  | 5  | 3   | 8   |
| Taekwondo             | 0  | 4  | 4   | 8   |
| Lucha                 | 0  | 3  | 11  | 14  |
| Boxeo                 | 0  | 2  | 2   | 4   |
| Judo                  | 0  | 1  | 5   | 6   |
| Halterofilia          | 0  | 1  | 3   | 4   |
| Esgrima               | 0  | 1  | 0   | 1   |
| Monopatinaje          | 0  | 1  | 0   | 1   |
| Sambo                 | 0  | 1  | 0   | 1   |
| Bádminton             | 0  | 0  | 16  | 16  |
| Remo                  | 0  | 0  | 4   | 4   |
| Tenis                 | 0  | 0  | 3   | 3   |
| Natación              | 0  | 0  | 2   | 2   |
| Tenis de mesa         | 0  | 0  | 2   | 2   |
| Gimnasia              | 0  | 0  | 1   | 1   |
| Piragüismo en eslalon | 0  | 0  | 1   | 1   |
| Polo                  | 0  | 0  | 1   | 1   |
| 26 deportes           | 29 | 46 | 105 | 180 |

## Juegos Panamericanos Junior

### Medallero
| Sede            | Oro             | Plata           | Bronce          | Total           | Posición        |
| --------------- | --------------- | --------------- | --------------- | --------------- | --------------- |
| Cali-Valle 2021 | 6               | 15              | 14              | 35              | 12/41           |
| Asunción 2025   | Por confirmarse | Por confirmarse | Por confirmarse | Por confirmarse | Por confirmarse |
| Total           | 6               | 15              | 14              | 35              | 12/28           |